# Laís Elena Aranha da Silva
Laís Elena Aranha da Silva, conocida simplemente como Laís Elena (Garça, 11 de marzo de 1943-12 de marzo de 2019), fue una jugadora brasileña de baloncesto y técnica en la misma disciplina que ocupaba la posición de base.

## Carrera deportiva
Fue seleccionada del conjunto femenino de baloncesto de Brasil con el que alcanzó la medalla de oro en los Juegos Panamericanos de 1967 en Winnipeg y en los Juegos Panamericanos de 1971 en Cali; además, fue vencedora del Campeonato Sudamericano de Baloncesto femenino adulto de Brasil 1965, Colombia 1967, Chile 1968, Ecuador 1970 y Bolivia 1974.
Por otro lado, participó del equipo que alcanzó el quinto lugar en el Campeonato Mundial de Baloncesto Femenino de 1964 realizado en Perú. Adicionalmente, fue candidata para ingresar dentro del grupo de Miembros del Salón de la Fama FIBA.